# Souamaa
Souamaa (în arabă الصوامع) este o comună din provincia M'Sila, Algeria.
Populația comunei este de 7.189 de locuitori (2008).